# Amphion
Pour les articles homonymes, voir Amphion (homonymie).
Dans la mythologie grecque, Amphion (en grec ancien Ἀμφίων / Amphíôn) est le fils de Zeus et d’Antiope, et frère jumeau de Zéthos (en grec ancien Ζῆθος, Zēthos). Tous deux font partie d'un des deux grands mythes sur la fondation de Thèbes, pour en avoir construit le mur.

## Mythe
Amphion et Zéthos, sur l’ordre de leur grand-oncle Lycos, roi de Thèbes, sont abandonnés enfants sur le mont Cithéron et recueillis par des bergers.
Ils sont appelés « Dioskouroï » thébains, et « cavaliers sur de jeunes chevaux blancs » (λευκόπωλοi : leucopôloï) par Euripide dans sa pièce Les Phéniciennes (la même épithète est utilisée dans Héraclès et dans la pièce perdue Antiope). Conformément au thème de la distinction entre les jumeaux, Amphion était considéré comme le plus contemplatif et le plus sensible, tandis que Zethos était plus masculin et lié à des activités physiques, comme la chasse et l'élevage,,.
Amphion devient un grand poète et musicien, comme Orphée. Orphée avait le pouvoir d’entraîner les animaux et d'émouvoir les pierres, par son chant et sa lyre ; Amphion lui, pouvait, par les mêmes moyens, déplacer des pierres. En effet, pour venger sa mère, maltraitée par Dircé, il tue celle-ci puis bâtit les remparts de Thèbes uniquement à l’aide de sa flûte et de sa lyre. Il rendit Niobé mère de plusieurs enfants, les Niobides, tous massacrés - à un enfant près - par Artémis et Apollon pour venger leur mère, insultée par Niobé. Selon Ovide, Amphion se suicide de désespoir après la mort de ses enfants. Selon Hygin, il essaye de s’attaquer au temple d’Apollon par vengeance, mais le dieu le transperce de ses flèches. Héraclide, dans son ouvrage intitulé Recueil des musiciens célèbres, a écrit que la "citharodie" (chant accompagné de la cithare) et la composition citharodique furent inventées par Amphion, qui reçut apparemment les leçons de son père.
Selon les Histoires incroyables de Palaiphatos de Samos, Amphion et Zéthos étaient tous deux d'excellents joueurs de lyre, qui faisaient payer leur spectacle. À cette époque, les gens n'avaient pas d'argent (Palaiphatos dit à d'autres endroits de son ouvrage qu'il fait référence à une époque où la monnaie n’existait pas encore). Amphion et son frère demandaient, à ceux qui voulaient les entendre, de travailler à l'édification des remparts - de là naquit la légende que les murs furent construits au son de la lyre.

## Représentations dans les arts

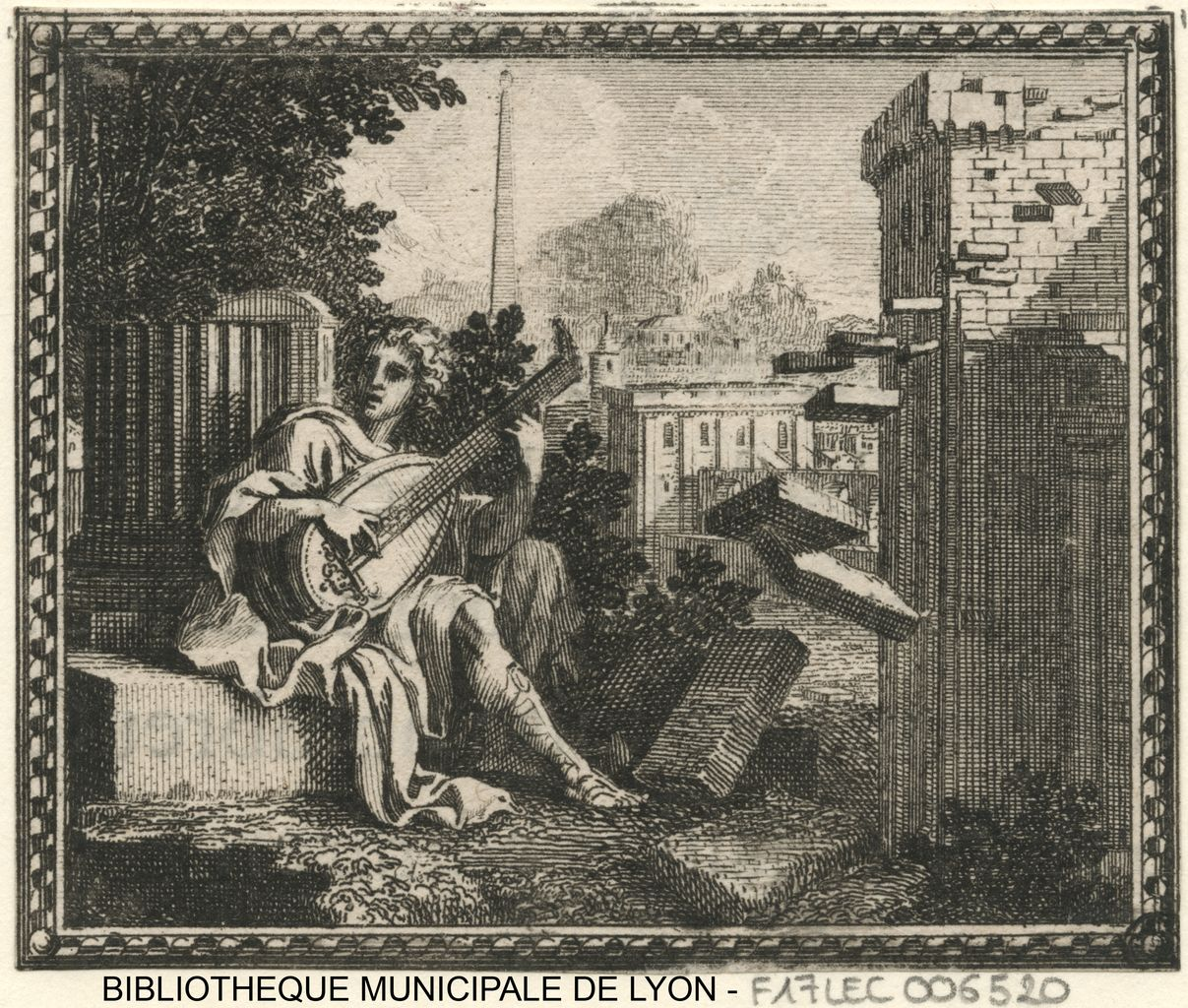
Amphion bâtissant Thèbes au son du luth par Sébastien Leclerc pour les Métamorphoses d'Ovide en rondeaux (1676)

Sébastien Leclerc a illustré l'épisode de la construction des remparts de Thèbes dans Les Métamorphoses d'Ovide en rondeaux par Isaac de Benserade (1676). 
Autrefois conservés dans la Bibliothèque du Palais des Arts, les estampes sont aujourd'hui dans le fonds de la Bibliothèque municipale de Lyon. 
L'Amphion de Leclerc n'a pas de flûte ni de lyre, mais il joue du luth et semble chanter. La représentation des pierres témoigne du grand savoir-faire du graveur, elles s'éloignent d'Amphion dans un mouvement très fluide pour s'assembler et former les remparts en arrière-plan. 

## Sources
- Palaiphatos, Histoires incroyables [détail des éditions] (lire en ligne) (XLI).

- Pseudo-Apollodore, Bibliothèque [détail des éditions] [lire en ligne] (III, 5, 5 et 6).

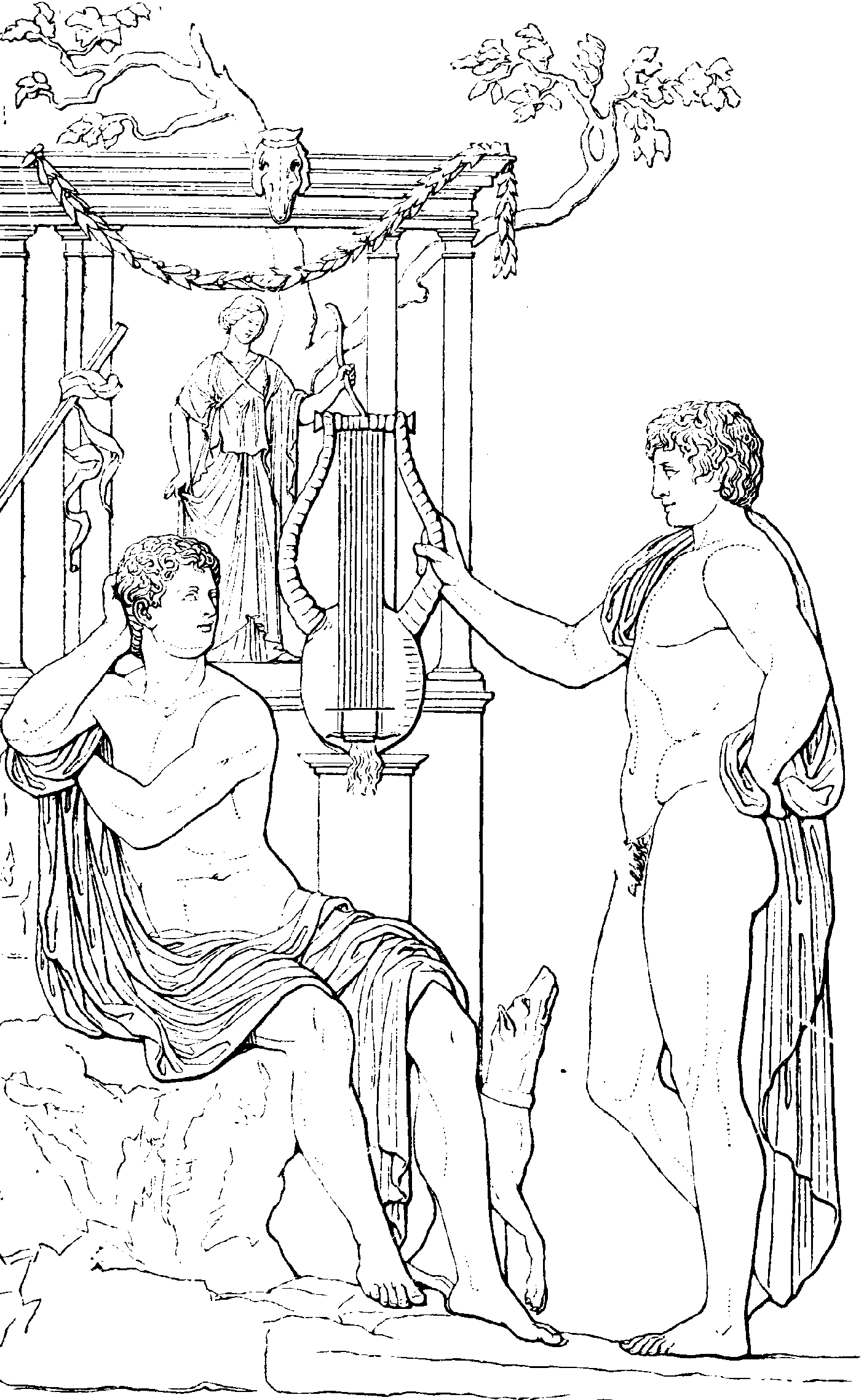
Amphion et Zéthos, bas-relief au Palazzo Spada de Rome.

- Homère, Odyssée [détail des éditions] [lire en ligne] (XI, 260 et suiv. ; XI, 282 et suiv.).
- Hygin, Fables [détail des éditions] [(la) lire en ligne] (IX ; XI).
- Ovide, Métamorphoses [détail des éditions] [lire en ligne] (VI, 221 et suiv.).
- Pausanias, Description de la Grèce [détail des éditions] [lire en ligne] (II, 6, 4 ; IX, 5, 6 à 9 ; IX, 8, 4 et 7).
- Platon, Gorgias [détail des éditions] [lire en ligne] (485e).
- Properce, Élégies [détail des éditions] [lire en ligne] (III, 15).
- Strabon, Géographie [détail des éditions] [lire en ligne] (IX, 2, 28).
- Euripide, Antiope

## Musique
- Amphion, cantate de Luigi Cherubini (vers 1786)
- Amphion, mélodrame, musique de Arthur Honegger, texte de Paul Valéry (1931)